# ایشا دئول
ایشا دئول (انگلیسی: Esha Deol؛ زادهٔ ۲ نوامبر ۱۹۸۱) هنرپیشه اهل کشور هند است. وی از سال ۲۰۰۲ میلادی تاکنون مشغول فعالیت بوده‌است.او فرزند درمندرا و هما مالینی است که هر دو بازیگر هستند.

## فیلم‌شناسی
- نه تو میدونی نه من-۲۰۰۲
- اسیر تو-۲۰۰۳
- چیزی هست-۲۰۰۳
- سه نقطه-۲۰۰۴
- لوک کارگیل-۲۰۰۴
- جوانی -۲۰۰۴
- من این را دوست دارم-۲۰۰۵
- زمان عذاب-۲۰۰۵
- ازدواج شماره ۱-۲۰۰۵
- ورود ممنوع-۲۰۰۵
- انسان-۲۰۰۵
- ده-۲۰۰۵
- ناگفته‌ها-۲۰۰۶
- موهان عزیز-۲۰۰۶
- تازه ازدواج‌کرده -۲۰۰۷
- وجه نقد -۲۰۰۷
- عزیز-۲۰۰۷
- به من بگو خدا-۲۰۱۱

وی همچنین برنده جوایزی همچون جوایز فیلم‌فیر شده‌است.